# Pas de la Carbonera
El Pas de la Carbonera és una collada amb el pas situat a 712,1 metres d'altitud. És al municipi de Castell de Mur (Pallars Jussà), dins de l'antic municipi de Guàrdia de Tremp, prop del poble de Cellers. És a la dreta del barranc del Bosc, al vessant nord-oest de la Serra de les Raconades, a llevant de la Picota Alta. És a la part baixa del Bosc de Guàrdia.